# As Good as New
«As Good as New» — песня, записанная в 1979 году шведской группой ABBA и использованная как первый трек с их альбома Voulez-Vous. Ведущий вокал исполнила Агнета Фельтског. Песня была выпущена как сингл в Мексике (вместе с «I Have a Dream» в качестве второй стороны), где она стала девятым и последним № 1 группы ABBA. «As Good as New» также вышла в Аргентине и Боливии.

## История
Песня была написана в соавторстве Бенни Андерссоном и Бьорном Ульвеусом.